# Запоріжжяобленерго
ПАТ «Запоріжжяобленерго» — публічне акціонерне товариство зі штаб-квартирою в місті Запоріжжя, яке займається розподіленням, транспортуванням та постачанням електроенергії у Запорізькій області.

## Історія
ПАТ «Запоріжжяобленерго» було засноване відповідно до наказу Міністерства енергетики та електрифікації України від 3 липня 1995 року № 115 шляхом виділення з виробничого енергетичного об'єднання «Дніпроенерго» та створення державної акціонерної енергопостачальної компанії «Запоріжжяобленерго» відповідно до Указу Президента України від 4 квітня 1995 року № 282/95 «Про структурну перебудову в електроенергетичному комплексі України». Колишнє виробничо-енергетичне підприємство «Дніпроенерго», яке об'єднувало Запорізьку, Дніпропетровську та Кіровоградську області, було розділено на енергогенеруючу та три енергопостачальні компанії, в тому числі — «Запоріжжяобленерго». У 1996 році компанію приватизовано, а 2000 року перейменовано на відкрите акціонерне товариство «Запоріжжяобленерго». У 2017 році підприємство перейменовано на публічне акціонерне товариство (ПАТ) «Запоріжжяобленерго».

## Структура
До складу ПАТ «Запоріжжяобленерго» входять:
- Запорізькі міські електричні мережі:
  - Північно-східне районне відділення електромереж;
  - Центральне районне відділення електромереж;
  - Правобережне районне відділення електромереж;
- Запорізькі високовольтні мережі;
- Мелітопольські високовольтні електричні мережі;
- Структурний підрозділ з експлуатації та ремонту будівель та споруд;
- Цех з ремонту обладнання;
- 15 районів електричних мереж:
  - Бердянський міськрайонний РЕМ;
  - Василівський міжрайонний РЕМ;
  - Веселівський РЕМ;
  - Вільнянський міжрайонний РЕМ;
  - Гуляйпільський РЕМ;
  - Запорізький РЕМ;
  - Кам'янсько-Дніпровський РЕМ;
  - Більмацький міжрайонний РЕМ;
  - Мелітопольський міськрайонний РЕМ;
  - Оріхівський РЕМ;
  - Пологівський РЕМ;
  - Приазовський РЕМ;
  - Приморський РЕМ;
  - Токмацький міжрайонний РЕМ;
  - Якимівський РЕМ.[3]

## Діяльність
Територія обслуговування ПАТ «Запоріжжяобленерго» становить 27 тис. км². Загальна протяжність ліній електропередачі — 26 492,8 км. Кількість трансформаторних підстанцій — 6 890 шт. Обслуговується 22 тис. юридичних та 760 тис. побутових споживачів. Майже три чверті від загального обсягу енергоспоживання області припадає на долю розташованих тут промислових гігантів.